# ВВС 3-й ударной армии
Военно-воздушные силы 3-й ударной армии (ВВС 3-й ударной армии) — оперативное авиационное соединение времен Великой Отечественной войны.

## История наименований
- 7-я смешанная авиационная дивизия;
- ВВС 3-й ударной армии;
- 211-я ближнебомбардировочная авиационная дивизия[1];
- 211-я ночная бомбардировочная авиационная дивизия[1];
- 211-я штурмовая авиационная дивизия[1];
- 211-я штурмовая авиационная Невельская дивизия[1];
- 211-я штурмовая авиационная Невельская Краснознамённая дивизия[1];
- 211-я штурмовая авиационная Невельская Краснознамённая ордена Суворова дивизия[1];
- 211-я штурмовая авиационная Невельская дважды Краснознамённая ордена Суворова дивизия[1];
- 211-я штурмовая авиационная Невельская ордена Ленина дважды Краснознамённая ордена Суворова дивизия[1];
- 211-я истребительно-бомбардировочная авиационная Невельская ордена Ленина дважды Краснознамённая ордена Суворова дивизия[1];;
- Войсковая часть (Полевая почта) 35528[1].

## История и боевой путь

Командующий ВВС армии полковник Ушаков В.А

ВВС 3-й ударной армии начали формирование 25 декабря 1941 года на основе придания авиационных частей одновременно с формированием 3-й ударной армии в составе резерва Ставки ВГК на базе частей и соединений 60-й армии. Формирование происходило на базе 7-й смешанной авиационной дивизии.
Военно-воздушные силы армии принимали участие в Ржевской битве, участвуя в Торопецко-Холмской операции. ВВС 3-й ударной армии 14 июня 1942 года были расформированы в связи с пересмотром планов Ставки на применение авиации в боевых действиях и с сосредоточением авиационных частей и соединений в составе воздушных армий, а управление ВВС 3-й ударной армии обращено на формирование 211-й ближней бомбардировочной авиационной дивизии.
В составе действующей армии ВВС 3-й ударной армии находились с 25 декабря 1941 года по 14 июня 1942 года..

## Командующий ВВС 3-й ударной армии
- полковник Владимир Алексеевич Ушаков[4], период нахождения в должности — с 25 декабря 1941 года по март 1942 года.
- полковник Петров Павел Максимович[5], с 3 марта по 16 июня 1942 года.

## В составе объединений
| Дата          | Фронт (округ)         | Примечание              |
| ------------- | --------------------- | ----------------------- |
| 25.12.1941 г. | Ставка ВГК            | Московская зона обороны |
| 27.12.1941 г. | Северо-Западный фронт |                         |
| 21.01.1942 г. | Калининский фронт     |                         |
| 14.06.1942 г. | Калининский фронт     |                         |

## Части и отдельные подразделения ВВС армии
За весь период своего существования боевой состав ВВС армии претерпевал изменения, в различное время в её состав входили:
| Период                  | Наименование соединений           | Наименование частей                            | Примечание                                       |
| ----------------------- | --------------------------------- | ---------------------------------------------- | ------------------------------------------------ |
| 22.01.1942 — 08.02.1942 | 7-я смешанная авиационная дивизия | 6-й истребительный авиационный полк            | И-16, убыл в тыл на доукомплектование в 5-ю забр |
| 22.01.1942 — 22.02.1942 | 7-я смешанная авиационная дивизия | 163-й истребительный авиационный полк          | Як-1, передан в состав ВВС армии                 |
| 22.01.1942 — 22.02.1942 | 7-я смешанная авиационная дивизия | 621-й ночной бомбардировочный авиационный полк | У-2, передан в состав ВВС армии                  |
| 22.01.1942 — 22.02.1942 | 7-я смешанная авиационная дивизия | 670-й лёгкий бомбардировочный авиационный полк | У-2, передан в состав ВВС армии                  |
| 22.01.1942 — 22.02.1942 | 7-я смешанная авиационная дивизия | 728-й истребительный авиационный полк          | И-16, передан в состав ВВС армии                 |
| 22.02.1942 — 10.05.1942 |                                   | 163-й истребительный авиационный полк          | Як-1, включен в состав 211-й сад                 |
| 22.02.1942 — 01.03.1942 |                                   | 621-й ночной бомбардировочный авиационный полк | У-2                                              |
| 22.02.1942 — 01.03.1942 |                                   | 670-й лёгкий бомбардировочный авиационный полк | У-2, расформирован                               |
| 22.01.1942 — 15.05.1942 |                                   | 728-й истребительный авиационный полк          | И-16, передан в 212-й сад                        |
| 13.03.1942 — 05.04.1942 |                                   | 195-й истребительный авиационный полк          | И-16, передан в состав ВВС 32-й армии            |
| 22.01.1942 — 10.05.1942 |                                   | 663-й лёгкий бомбардировочный авиационный полк | У-2, расформирован                               |

## Участие в операциях и битвах
- Торопецко-Холмская операция — с 9 января 1942 года по 6 февраля 1942 года.
- Демянская операция — с 9 января 1942 года по 6 февраля 1942 года.

## Отличившиеся воины
- Зудилов Иван Сергеевич, младший лейтенант, командир звена 163-го истребительного авиационного полка 7-й смешанной авиационной дивизии ВВС 3-й ударной армии Калининского Фронта удостоен 5 мая 1942 года звания Герой Советского Союза. Золотая Звезда № 1034.
- Новиков Александр Евдокимович, старшина, летчик 728-го истребительного авиационного полка ВВС 3-й ударной армии Калининского Фронта 30 января 1943 года удостоен звания Герой Советского Союза. Посмертно.